# Kvašení

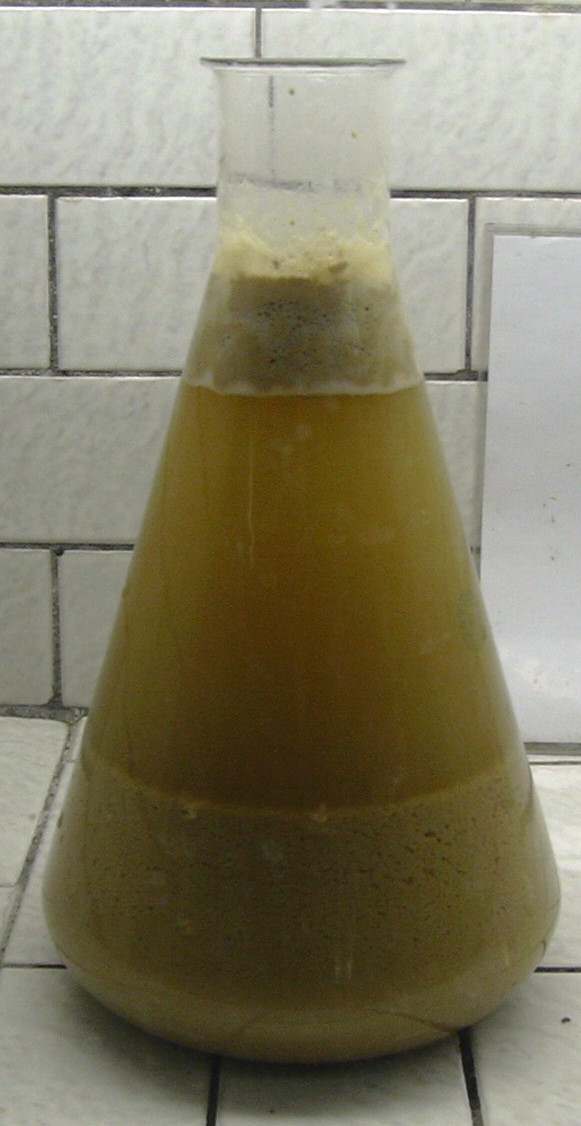
Pivovarnické kvasinky, typický příklad mikroorganismu využívajícího kvašení k získání energie

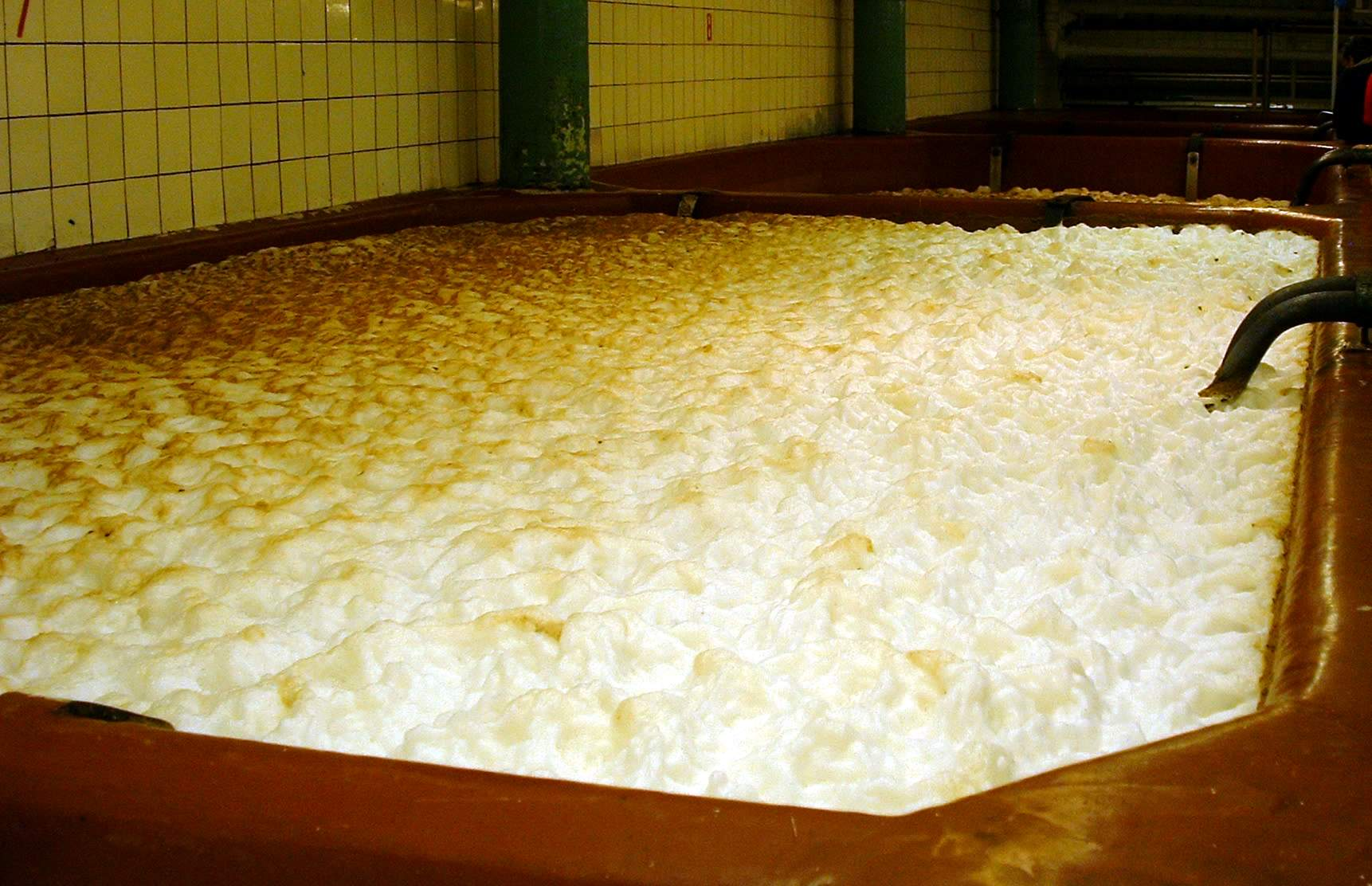
Kvašení piva ve spilce

Kvašení či fermentace je proces přeměny organických látek (nejčastěji sacharidů), při němž za účasti mikroorganismů a jejich enzymů vznikají látky energeticky chudší. Kvašením získávají mikroorganismy energii podobně jako dýcháním; kvašení je sice jednodušší, ale také méně efektivní než dýchání.
Příslušné mikroorganismy jsou obsaženy např. v mléce nebo ovocné šťávě. Častěji se však kvasinky nebo bakterie příslušného druhu a v patřičném množství dodávají, aby kvašení probíhalo rychleji, případně aby nenastalo jiné a nežádoucí kvašení. V průmyslových provozech může být kvašení jednorázové nebo nepřetržité, při němž se neustále přivádí sladká zápara a odvádí zápara prokvašená.
Kvašení má zásadní význam v potravinářství, ať se jedná o kvašení alkoholové, octové nebo mléčné, o kvašení těsta, piva, vína, jogurtu nebo sýra. Kromě toho se kvašením konzervují potraviny a krmivo (kysané zelí, okurky, siláž) a získávají hořlavé plyny z bioodpadu.
Kvašení může probíhat v kyslíkové atmosféře (aerobní kvašení, např. octové) nebo bez přístupu kyslíku (anaerobní kvašení, např. alkoholové nebo mléčné). Označení fermentace se někdy používá pouze pro anaerobní kvašení.
Jako fermentace se běžně označuje i zpracování listů čajovníku čínského (Camellia sinensis) nebo tabáku (Nicotiana), i když se z chemického hlediska nejedná o fermentaci.
V roce 1907 získal německý chemik Eduard Buchner Nobelovu cenu za chemii za objev, že ke kvašení není třeba živých mikroorganismů, ale stačí jejich enzymy. Byl to jeden ze zásadních objevů ustavující se biochemie. Věda, která zkoumá kvašení, se nazývá zymologie.

## Druhy kvašení

### Alkoholové kvašení
Alkoholové kvašení je anaerobní fermentace typická pro kvasinky (rody Saccharomyces, Kluyveromyces) a některé bakterie (např. Zymomonas). Jsou to mezofilní a kyselému prostředí odolné mikroorganismy. Tato fermentace vyžaduje přítomnost fosforu (např. dihydrogenfosforečnanu) a dusíku (např. NH4+). Z jednoduchých cukrů při ní vzniká ethanol a oxid uhličitý).

### Citrónové kvašení
Citrónové kvašení probíhá za přístupu kyslíku, uskutečňuje ho řada druhů plísní (např. Aspergillus, Penicillium, Mucor…); dochází k oxidaci glukózy za vzniku kyseliny citrónové.

### Máselné kvašení
Máselné kvašení je anaerobní štěpení cukrů nebo kyseliny mléčné na kyselinu máselnou za vývoje oxidu uhličitého a vodíku. Z mnoha druhů bakterií je pro máselné kvašení nejobvyklejší Clostridium butyricum. Granulobacter butyricum vytváří vedle kyseliny máselné též butanol. Máselné kvašení se uplatňuje při máčení lnu, výrobě pšeničného škrobu kysáním a při zrání některých sýrů. Máselné kvašení je nežádoucí např. při přípravě siláže.

### Mléčné kvašení
Mléčné kvašení je kvasný pochod bez přístupu vzduchu (anaerobní), při němž bakterie vyrábějí z jednoduchých sacharidů (hlavně mono-, di- a oligosacharidů) kyselinu mléčnou. Podle použitého kmene mikroorganismu vznikají z jednotky monosacharidu 2 kyseliny mléčné (homofermentativní kvašení), nebo jedna kyselina mléčná, ethanol nebo oxid uhličitý (kvašení heterofermentativní). Tato fermentace je náročná na podmínky prostředí, původci často vyžadují vitamíny a dusíkaté organické látky. Využívá se například ke konzervaci okurek, zelené píce (siláže), při výrobě tvarohů, sýrů. Princip přípravy kysaného zelí.

### Octové kvašení
Octové kvašení je aerobní kvašení alkoholu za vzniku kyseliny octové. Uskutečňují jej bakterie rodu Acetobacter. Princip přípravy octa.

### Propionové kvašení
Propionové kvašení je anaerobní kvašení způsobované bakteriemi z čeledi Propionibacteriaceae, jeho hlavním produktem je kyselina propionová. Navazuje většinou na mléčné kvašení a kyselinu mléčnou dále zpracovává na kyselinu propionovou, kyselinu octovou a oxid uhličitý, díky kterému vznikají plynné výdutě v některých druzích sýrů (např. „oka“ v ementálu).

## Přesná fermentace
Přesná (též precizní) fermentace je přístup k výrobě specifických funkčních produktů, jehož cílem je minimalizovat produkci nežádoucích vedlejších produktů pomocí syntetické biologie, a to zejména vytvářením syntetických "buněčných továren" s upravenými genomy a metabolickými cestami optimalizovanými tak, aby s dostupnými zdroji co nejúčinněji produkovaly požadované sloučeniny. Přesná fermentace geneticky modifikovaných mikroorganismů může být využita k výrobě bílkovin potřebných pro média buněčných kultur, což by umožnilo výrobu umělého masa bez využití fetálního bovinního séra. Dle studie z roku 2021 by mikrobiální produkce bílkovin poháněná fotovoltaikou mohla ve srovnání s pěstováním sóji produkovat ekvivalentní množství bílkovin za využití desetiny zemědělské plochy.

## Symbolika
Kvašení a kvasinky ve středověkém léčitelství byly považovány za léčivý prostředek, zejména proti moru.